# Хмара точок
Хмара точок (англ. point cloud) — набір даних про точки в деякій системі координат.

Хмара точок зображення тора.

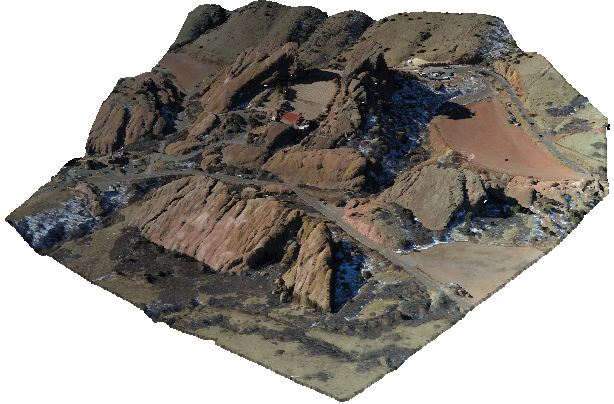
Хмара точок породжена гео-даними Парк Ред Рокс, які отримані з дрона.

У тривимірній системі координат, точки визначаються координатами X, Y та Z, і часто призначаються для представлення зовнішньої поверхні об'єкта.
Хмара точок може бути створена 3D-сканером. Такі пристрої породжують дуже велику кількість точок поверхні об'єкту і часто результатом роботи є хмара точок у вигляді файлу даних. В цьому випадку, хмара точок представляє собою множину точок, отриману при скануванні поверхні.
Результати роботи 3D-сканерів — хмари точок — використовуються з різною метою, зокрема для створення 3D САПР моделей для виробництва деталей, метрології/контролю якості та для використання у чисельних застосунках візуалізації, анімації, рендерінгу та масового індивідуалізованого виробництва.
Хоча хмари точок можуть бути безпосередньо відрендерені та перевірені, проте зазвичай не придатні для безпосереднього використання у більшості 3D-застосунків. Тому вони, як правило, перетворюються в моделі з полігональною або трикутною сіткою, у NURBS модель або САПР модель за допомогою процесу так званої реконструкції поверхні.
Існує багато методів перетворення хмари точок у 3D поверхню. Зокрема, у статті М. Берже і групи авторів наведена порівняльна таблиця з 35 методів відтворення поверхні з хмари точок. Деякі наближення, такі як тріангуляція Делоне, Альфа-форма та метод поворотних куль (англ. ball pivoting), будують трикутну або полігональну сітку по вже наявним вершинам хмари точок, а інші наближення будують об'ємні таблиці відстаней або реконструюють неявну поверхню за допомогою алгоритму крокуючих кубиків (англ. marching cubes).
Одним з застосунків, де хмари точок використовуються безпосередньо, є індустріальна метрологія та перевірка якості з використанням промислової комп'ютерної томографії. Хмара точок, отримана в результаті тривимірного сканування готового промислового виробу, може бути приведена у відповідність з CAD-моделлю цього виробу або навіть іншої хмарі точок, і в результаті порівняння можна виявити відмінності між проектними і фактичними параметрами. Ці відмінності можуть відображатися у вигляді кольорових карт, на яких місця і ділянки відхилень між фактичною і формальною моделлю можуть бути автоматично виділеними певним індикатором. Геометричні розміри та допуски також можуть бути безпосередньо отримані з хмари точок.
Хмари точок можуть використовуватися для представлення і візуалізації об'ємних даних, наприклад, в галузі медичної візуалізації. Завдяки використанню хмар точок в таких задачах досягається мультісемплінг і стиснення даних.
У геоінформаційних системах, хмари точок є одним з джерел, які використовуються для створення цифрової моделі рельєфу місцевості. Хмари точок також використовуються для створення цифрових моделей міської місцевості.
Програмна технологія під назвою «Unlimited Detail», яка використовує хмари точок для рендеринга в реальному часі, розробляється австралійською компанією Euclideon з 2003 року.